# Quintette avec piano de Turina
Le Quintette pour piano et cordes en sol mineur, op. 1, est une œuvre de Joaquín Turina en quatre mouvements pour piano et quatuor à cordes. 
Composée du mois de janvier au mois de mars 1907, la partition est dédiée au violoniste Armand Parent, qui en assure la création avec son quatuor, le 6 mai 1907 à Paris, le compositeur interprétant la partie de piano.
Première partition retenue par Turina, inaugurant une importante production de musique de chambre, le Quintette pour piano et cordes témoigne de l'influence de César Franck par le biais de l'enseignement reçu à la Schola Cantorum auprès de Vincent d'Indy et Auguste Sérieyx, par l'ampleur de son lyrisme, sa parfaite maîtrise du contrepoint et sa forme cyclique. Les qualités expressives du compositeur sévillan n'en sont pas moins éclatantes.

## Composition
Le Quintette pour piano et cordes est composé du mois de janvier au mois de mars 1907. Joaquín Turina étudie alors à la Schola Cantorum auprès de Vincent d'Indy. Achevée rapidement, la partition est révisée par Auguste Sérieyx, avec qui le jeune musicien espagnol prenait aussi des cours particuliers.

## Création
L'œuvre est présentée en public à Paris le 6 mai 1907, par le quatuor Parent, Armand Parent étant le dédicataire du Quintette, avec le compositeur au piano. La première exécution en Espagne a lieu le 22 septembre à Séville. L'œuvre reçoit un prix au Salon d'Automne, le jury étant composé de Bourgault-Ducoudray, Alfred Bruneau, Gabriel Fauré, Vincent d'Indy, Albéric Magnard, Octave Maus, Armand Parent et Gabriel Pierné.
C'est ainsi que Turina interprète à nouveau son Quintette au Grand Palais, le 3 octobre. Lors de ce concert, il rencontre Isaac Albéniz et Manuel de Falla, qui vont immédiatement l'encourager à développer un style plus marqué par la musique andalouse.

## Présentation

### Mouvements
Le Quintette pour piano et cordes est en quatre mouvements liés par le thème initial, exposé à l'alto :
1. Fugue lente — en sol mineur, à 
,
2. Animé — en mi bémol majeur, à 
,
3. Andante Scherzo — volontiers chromatique, entre les pôles de sol dièse mineur et sol mineur, à 
,
4. Final — Lentement avec cadences mesurées (« Récitatif ») du premier violon puis de l'alto, à 
 — Assez vif à 
 en sol mineur puis sol majeur

### Analyse
La Fugue lente présente, dès ses premières mesures, un thème cyclique exposé à l'alto, dont le développement en canon à la quinte et à l'octave est confié au quatuor à cordes jusqu'à l'entrée du piano :

## Postérité
En tant qu'op. 1, le Quintette pour piano et cordes est naturellement une « œuvre-clef » de Joaquín Turina. Le concert de 1907 en présence d'Albéniz marque « un jalon dans sa carrière, mais pas comme on aurait pu l'imaginer. Manuel de Falla et Albéniz lui conseillèrent d'« écouter des voix plus familières » pour embrasser son héritage de musicien andalou ». Albéniz lui aurait déclaré : « Il faut me promettre que vous n'écrirez plus jamais de musique comme ça. Vous devez fonder votre art sur le chant populaire espagnol, sur la musique andalouse, car vous êtes de Séville » — conseils que Turina s'efforça de suivre tout au long de sa carrière. Cependant, « en parvenant à synthétiser, dans les genres classiques de la musique de chambre, l'école française du début du XXe siècle et le folklore andalou, Joaquín Turina accomplit une véritable prouesse ».
L'œuvre est interprétée à Madrid le 8 février 1915 lors du concert inaugural de la Société nationale de musique (Sociedad Nacional de Música), dans la salle de concert de l'hôtel Ritz. Par la suite, le compositeur n'encourage pas l'exécution de son Quintette, qu'il juge comme « un essai impersonnel ». Elle est redécouverte en 1982, lors des célébrations du centenaire de sa naissance.

## Discographie
- Friedemann Rieger (piano) ; Menuhin Festival Piano Quartet : Nora Chastain et Christine Busch (violons), Paul Coletti (alto) et Francis Gouton (violoncelle) (mai 1993, coll. « Joaquín Turina 1882-1949 » vol. 4, Claves Records 50-9403) (OCLC 658951646 et 845869339) — avec Sextuor pour piano et cordes, Scène andalouse, op. 7, Quatuor pour piano et cordes op. 67.
- Ensemble Variable : Gabriel Adorján et Sonja van Beek, violons ; Wolfgang Tluck, alto ; Dávid Adorján, violoncelle ; Andreas Frölich, piano (avril 1998, CPO) (OCLC 1062359836) — avec la musique de chambre.
- Brenno Ambrosini (piano) ; Greenwich String Quartet (juin 1999, coll. « Documentos sonoros del patrimono musical de Andalucía », Almaviva Records DS 130) (OCLC 52911952)
- Lincoln Trio : Desirée Ruhstrat, violon ; David Cunliffe, violoncelle ; Marta Aznavoorian, piano et Jasmine Lin, violon (janvier/février 2014, Cedille) (OCLC 1033450810 et 913862358) — avec toute la musique de chambre.
- Javier Perianes (piano) et le Cuarteto Quiroga : Aitor Hevia et Cibrán Sierra (violons), Josep Puchades (alto) et Helena Poggio (violoncelle) (février/mars 2015, Harmonia Mundi HMC 902226) (OCLC 927112374) — avec Enrique Granados, Quintette pour piano et cordes op. 49.

### Ouvrages généraux, articles
- Harry Halbreich, « Joaquín Turina », dans François-René Tranchefort (dir.), Guide de la musique de chambre, Paris, Fayard, coll. « Les Indispensables de la musique », 1987, 903–906 p. (ISBN 2-213-02403-0, OCLC 21318922, BNF 35064530)
- Stéphan Etcharry, « Procédés cycliques dans la musique de chambre de Joaquín Turina : l’exemple des Quintette op. 1 et Sextuor avec piano op. 7 », Musurgia, vol. XXVI, no 41,‎ 21 juin 2019, p. 41-56 (ISSN 1257-7537, OCLC 8172504631, DOI 10.3917/musur.191.0041, lire en ligne)